# Peda

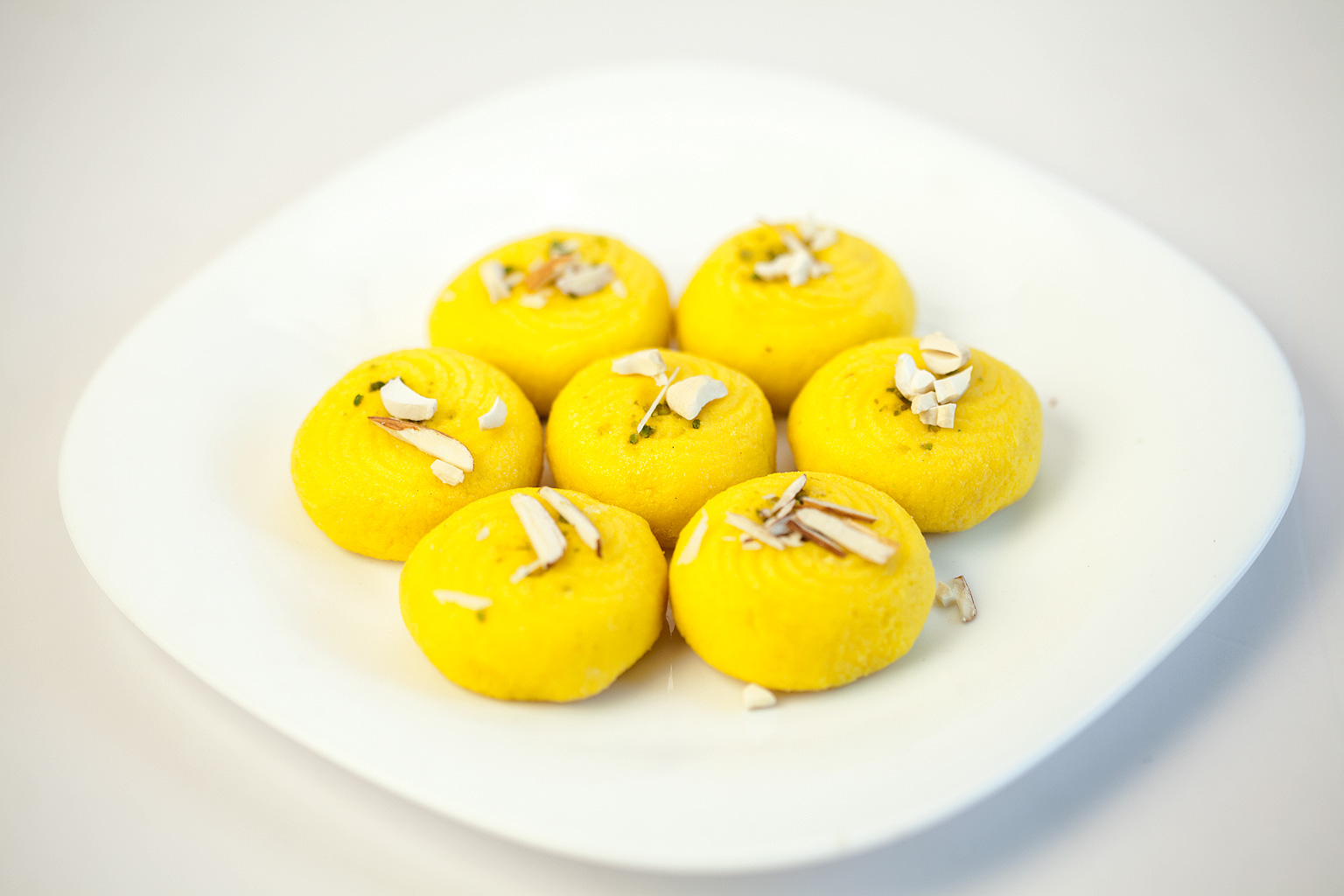
Postre dulce indio Peda en un plato de porcelana blanca.

El peda es un dulce que se elabora en el norte de la India, tiene la forma de una galleta esférica. Los principales ingredientes que intervienen en su elaboración son productos sólidos de la leche (khoya) y azúcar. Los pedas de la ciudad de Mathurā en el norte de la India y de la ciudad de Dharwad en el sur son muy famosos.
- Datos: Q2723794
- Multimedia: Peda / Q2723794